# José Díaz (Politiker, 1895)

José Díaz Ramos gewidmete Briefmarke der Post der DDR (1962)

José Díaz Ramos (* 3. Mai 1895 oder 1896 in Sevilla; † 19. März 1942 in Tiflis) war ein spanischer Gewerkschafter und Politiker. Er war von 1932 bis 1942 Generalsekretär der Kommunistischen Partei Spaniens (PCE).

## Leben
Von Beruf Bäcker wurde er 1917 örtlicher Vorsitzender der Gewerkschaft der Bäcker in Sevilla, welche Teil der Konföderation anarchosyndikalistischer Gewerkschaften Confederación Nacional del Trabajo war. Während der Diktatur Miguel Primo de Riveras von 1923 bis 1930 übersiedelte er 1925 nach Madrid, wo er im Widerstand gegen die Diktatur aktiv war und deshalb verhaftet, gefoltert und inhaftiert wurde. 1926 aus der Haft entlassen kehrte er nach Sevilla zurück und wurde 1927 Mitglied der PCE.
Auf dem IV. Parteitag der PCE im März 1932 wurde er zum Mitglied des Zentralkomitees gewählt, rund ein halbes Jahr später wurde er Mitglied des Politbüros und bald darauf zum Generalsekretär gewählt. Dies geschah vor dem Hintergrund der von der Kommunistischen Internationale (Komintern) forcierten Kampagne zur Bolschewisierung ihrer Mitgliedsparteien in den 1920er und 1930er Jahren. 1935 führten er und Dolores Ibárruri die Delegation der PCE beim VII. Weltkongress der Komintern, auf welchem der Kampf um die Einheitsfront gegen den Faschismus ausgerufen wurde.
Während des Spanischen Bürgerkrieges blieb Díaz Ramos Parteifunktionär und trat in dieser Funktion für eine aus Sozialisten, Kommunisten und Anarchisten zu bildende Einheitspartei ein. 1936 wurde er zum Abgeordneten in das spanische Parlament gewählt.
Aufgrund von Magenkrebs verschlechterte sich sein Gesundheitszustand im Laufe des Bürgerkriegs immer mehr und er verließ im Januar 1939 Spanien in Richtung UdSSR, um in Leningrad operiert zu werden. Er blieb nach der Niederlage der Republikaner in der UdSSR und war in Moskau als Mitglied des Sekretariats der Komintern für die kommunistischen Parteien in Spanien und Südamerika zuständig. Nach dem deutschen Überfall auf die UdSSR im Juni 1941 ließ sich Díaz Ramos im Herbst 1941 in Tiflis nieder, wo er sich im Frühjahr 1942 das Leben nahm.
Ursprünglich in Tiflis beigesetzt wurden 2005 die sterblichen Überreste nach Sevilla überführt und beigesetzt.